# 에이스 오브 스페이드
에이스 오브 스페이드(Ace of Spades)는 벤 액슨(Ben Akson)이 개발한 FPS PC게임이다. Voxlap으로 만든 버전은 바로 다운로드하여 플레이할 수 있다. 게임은 샌드박스와 켄 실버맨의 Voxlap 엔진으로 구동된다. 2012년에는 자겍스가 Ben AKson을 인수하여 새로운 그래픽을 적용한 에이스 오브 스페이드를 유료로 내놓았다. 개인개발자 yep이 오픈 소스인 OpenGL로 제작한 Open Spades버전이 있으며 기존 Voxlap 버전의 서버를 이용할 수 있다.

## 게임플레이
에이스 오브 스페이드(Ace Of Spades)는 팀 기반 1인칭 슈팅 게임이며 마인크래프트 와 팀 포트리스 2의 독특한 특징을 동시에 가지고 있는 게임이다.
플레이어는 다음과 같은 여러 가지 모드를 선택할 수 있다. 팀 데스매치, 점령전, 기지 침투, 좀비 디펜스, 다이아몬드 광산 등의 모드가 있다.
- 팀 데스매치 각 팀의 플레이어들이 협동하며 상대팀의 플레이어를 사살하는 방식이며 사살한 만큼 그 팀의 점수는 높아지며 그 점수가 팀의 승패를 결정한다.
- 점령전 깃발을 뺏거나 지키는 치열한 모드이다. 깃발이 각 팀 기지에 배치되는 경우에는 상대방 기지에 침투하여 깃발을 빼앗고 자신의 기지로 돌아와야 점수를 얻는다. 구버전에선 깃발 대신 인텔(intel: 군사기밀문서)이 존재한다.
- 좀비 좀비와 생존자로서 플레이하는 게임이다. 좀비는 생존자를 물어뜯으며 생존자는 좀비를 사살해야 한다.
- 다이아몬드 광산 다이아몬드 광산 모드는 팀 점수를 위해 다이아몬드를 땅을 파 발견하고 지형을 변형, 창조하여 상대팀을 이기는 모드이다.
- V.I.P. V.I.P모드는 각 팀당 1명의 V.I.P를 지키며 상대팀 V.I.P를 죽이면 이기는 모드이다.
- Territory Control 지역 쟁탈전은 최대한 많은 지역을 차지하는 것이다.
- Multi-Hill 언덕을 방어, 혹은 공격해 차지하는 모드.
- Demolition 상대팀 기지의 목표를 제거하는 게임이다. 삽을 이용한다.
- Classic CTF 클래식 모드(인텔을 차지하기 위한 모드)와 동일하지만 더 나은 그래픽을 제공한다.

- 두 개의 팀 팀은 2개이며 녹색 팀과 파란 팀으로 나뉜다. 플레이어는 4개의 클래스를 선택하여 플레이할 수 있으며 클래스는 코만도(Commando), 엔지니어(Engineer), 광부(Miner), 저격수(Marksman)로 나뉜다.
- 코만도(Commando): 로켓 발사기, 미니건, 권총을 이용할 수 있다.
- 엔지니어(Engineer): 기관단총을 주 무기로 하며 포탑을 지을 수 있으며 수직 제트팩으로 높은 곳을 쉽게 올라갈수 있다.
- 광부(Miner): 자동 드릴 캐논과 샷건을 무기로 가지며 삽과 곡괭이를 블록과 근접 무기를 파괴하는 데 유용하게 사용할 수 있다.
- 저격수(Marksman): 저격라이플을 주무기로 하며 권총, 삽 등을 이용할 수 있다.

모든 클래스는 삽과 수류탄을 가지고 있다.

## 개발
켄 실버가 Voxlap 엔진을 사용한 에이스 오브 스페이드를 2011년에 베타 버전으로 내놓았으며 2012년 11월 영국 게임 개발사 자겍스에서 인수하여 새로운 에이스 오브 스페이드(for steam)를 내놓았다. 후에 OpenGL 엔진을 기반으로 한 오픈 스페이드가 나왔다.
2011년 게임 초기에는 많은 혼란을 야기했다. 정해진 맵도 없어서 무작위로 생성된 맵에서 플레이어들이 무작위로 스폰되는 난장판을 초래하였다. 버전이 업데이트되면서 일반 이용자들이 포럼을 만들어 맵을 제작하고 스킨, 스크립트, 모드를 제작하기 시작했다.
1.0 버전까지는 클래스가 존재하지 않았으며 무기는 반자동 소총, 엽총, 삽이 전부였다.

## 클래식 버전과 신버전
자겍스가 내놓은 신버전은 큰 인기를 끌지 못한 반면, 클래식 버전은 아직까지도 계속 새로운 플레이어들이 생기는 인기를 가지고 있다.

### BuildAndShoot.com
앞에서 언급했듯이 클래식 버전은 인기가 대단하기에 클래식 버전 사이트가 이용자들에 의해 개설되었다. 서버 목록, 포럼, 뉴스, IRC 채팅방, 음성 채팅방이 제공되며 포럼에서는 방대한 양의 스킨과 맵이 업로드되고 있으며 많은 클랜들이 존재하고 있다.

## OpenSpades
클래식 버전 이용자에 의해 만들어진 OpenGL버전이다. 기존 클래식 버전에서 향상된 그래픽으로 클래식 버전(0.75, 0.76)을 플레이할 수 있다. 기존 클래식 버전과 다르게 계속 업데이트가 진행 중이다.

## 평가
| 평가 |        |
| --- | ------ |
| 통합 점수 통합사 점수 메타크리틱 49/100 [ 4 ] 평론 점수 평론사 점수 디스트럭토이드 5/10 [ 5 ] IGN 5.9/10 [ 6 ] PC 게이머 (US) 45/100 [ 7 ] |        |
| 통합 점수 |        |
| 통합사 | 점수   |
| 메타크리틱 | 49/100 |
| 평론 점수 |        |
| 평론사 | 점수   |
| 디스트럭토이드 | 5/10   |
| IGN | 5.9/10 |
| PC 게이머 (US) | 45/100 |